# Mór Kóczán
Móric « Mór » Kóczán, surnommé Miklós Kovács, (né le 8 janvier 1885 à Kocs et décédé le 30 juillet 1972 à Alsógöd) est un athlète hongrois puis tchécoslovaque, spécialiste du lancer du javelot. Affilié au Budapest TC puis au Ferencvárosi TC, il mesurait 1,85 m.

## Biographie
Après la dissolution de l'Autriche-Hongrie, il est rattaché à la Tchécoslovaquie dont il prend la nationalité malgré ses origines hongroises.

### Palmarès

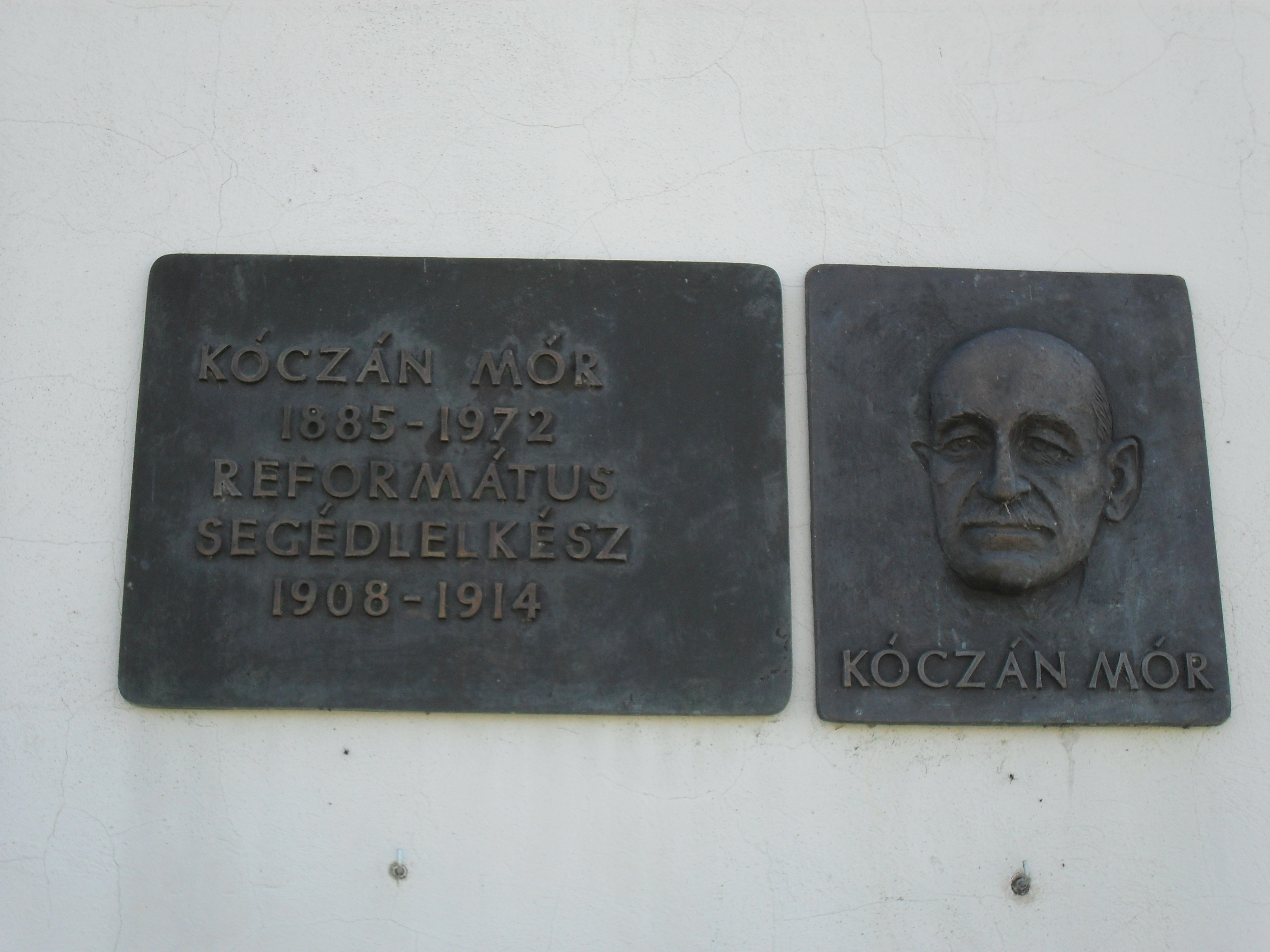
Plaque à la mémoire de Mór Kóczán

| Date | Compétition           | Lieu      | Résultat | Épreuve           | Performance |
| ---- | --------------------- | --------- | -------- | ----------------- | ----------- |
| 1912 | Jeux olympiques d'été | Stockholm | 3e       | Lancer du javelot | 55,50 m     |
| 1912 | Jeux olympiques d'été | Stockholm | 12e      | Javelot à 2 mains | 86,39 m     |

### Records
| Épreuve           | Performance | Lieu | Date |
| ----------------- | ----------- | ---- | ---- |
| Lancer du disque  | 39,09 m     |      | 1910 |
| Lancer du javelot | 59,71 m     |      | 1914 |